# Kota Daro II
Kota Daro II is een bestuurslaag in het regentschap Ogan Ilir van de provincie Zuid-Sumatra, Indonesië. Kota Daro II telt 2095 inwoners (volkstelling 2010).